# Broussonetia kazinoki
Broussonetia kazinoki är en mullbärsväxtart som beskrevs av Sieb.. Broussonetia kazinoki ingår i släktet Broussonetia och familjen mullbärsväxter. Inga underarter finns listade i Catalogue of Life.

## Bildgalleri

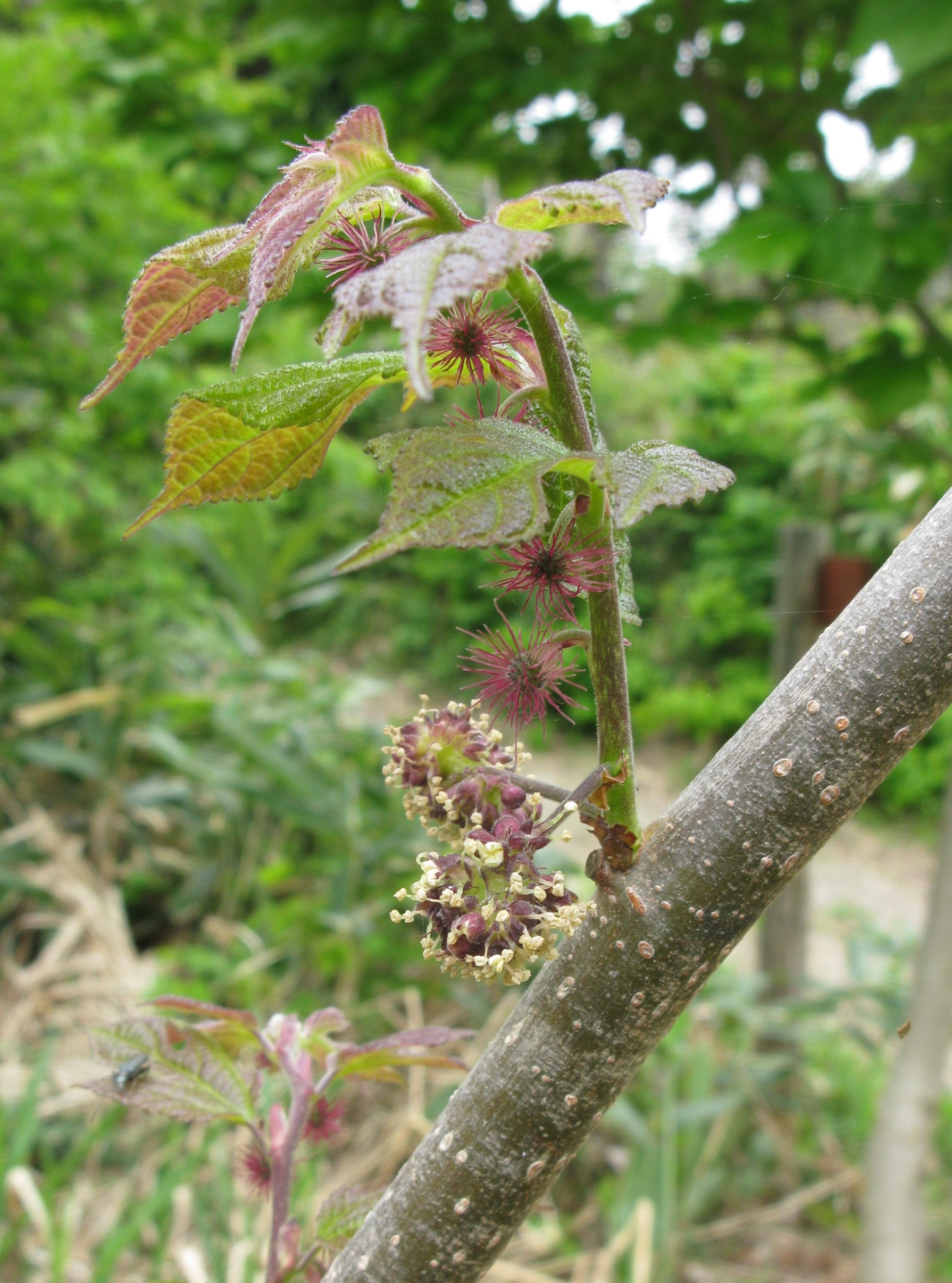
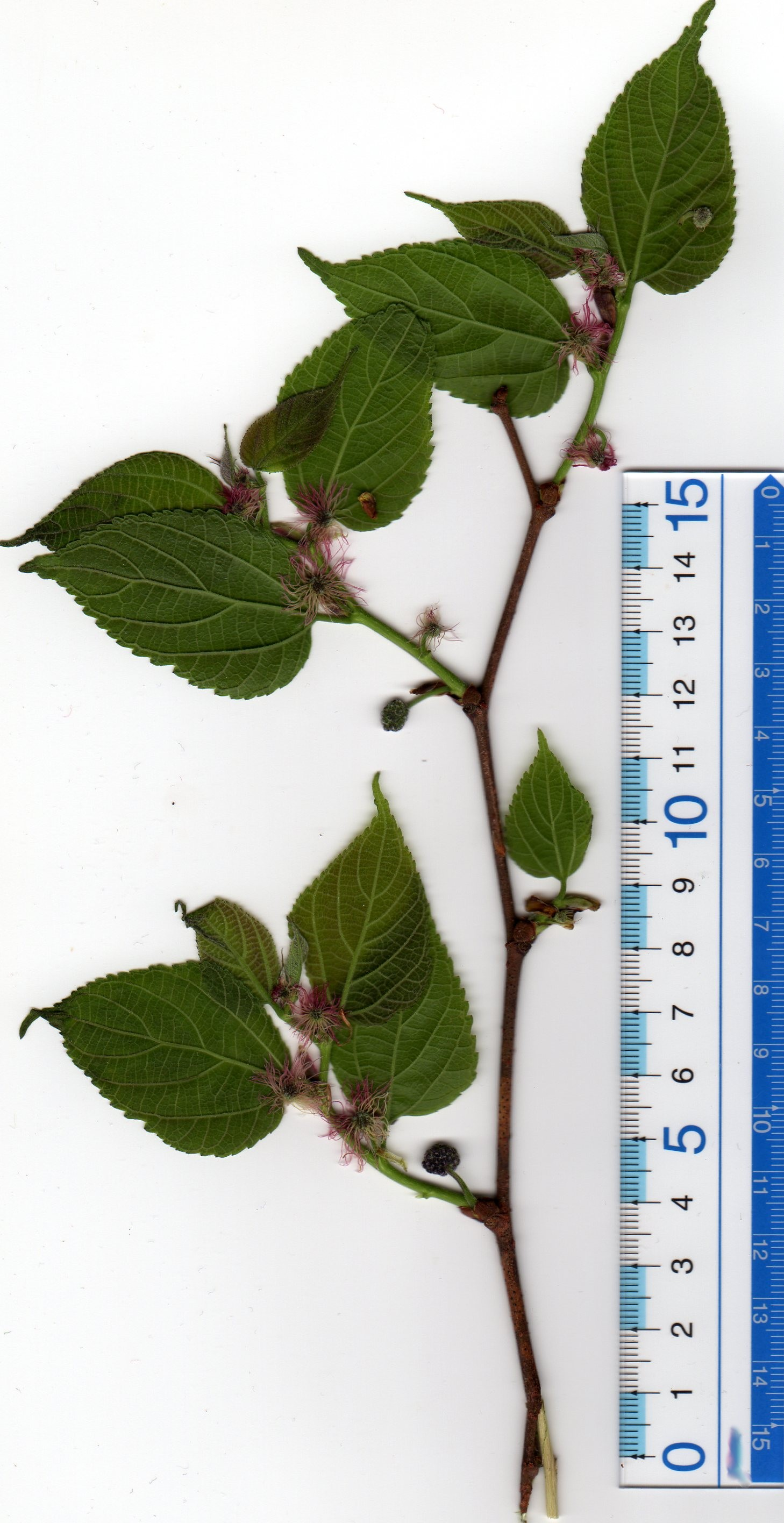
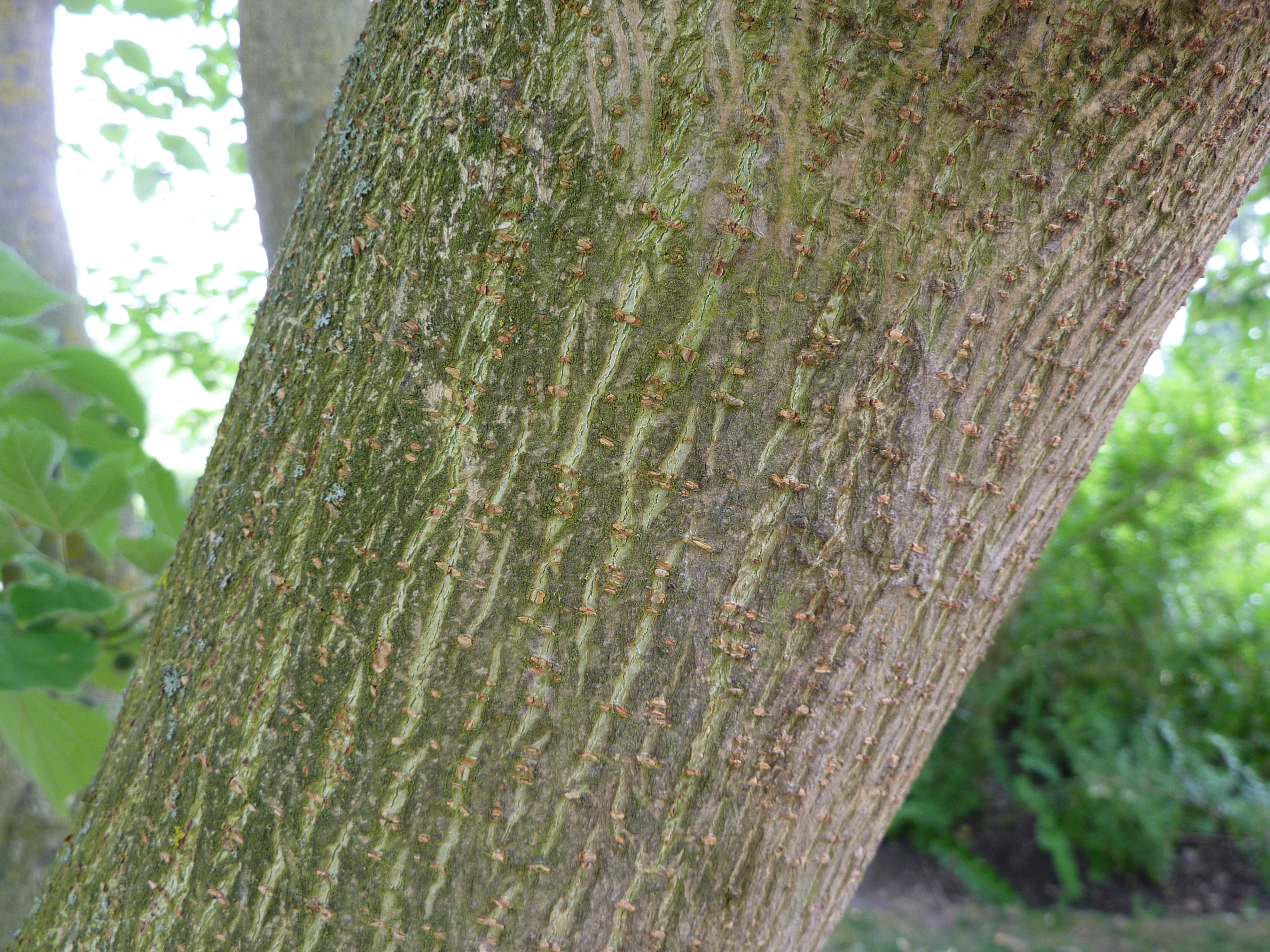
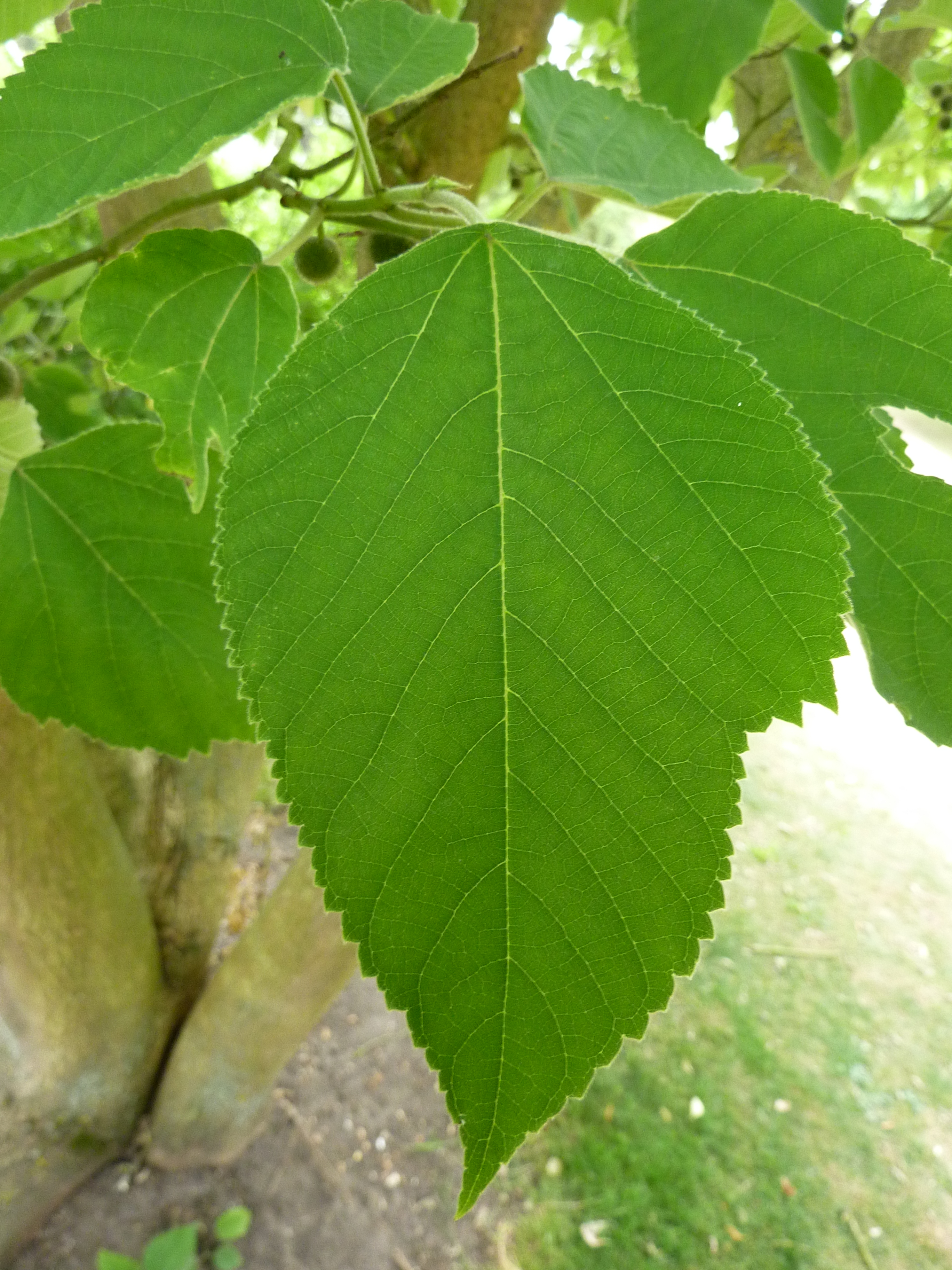
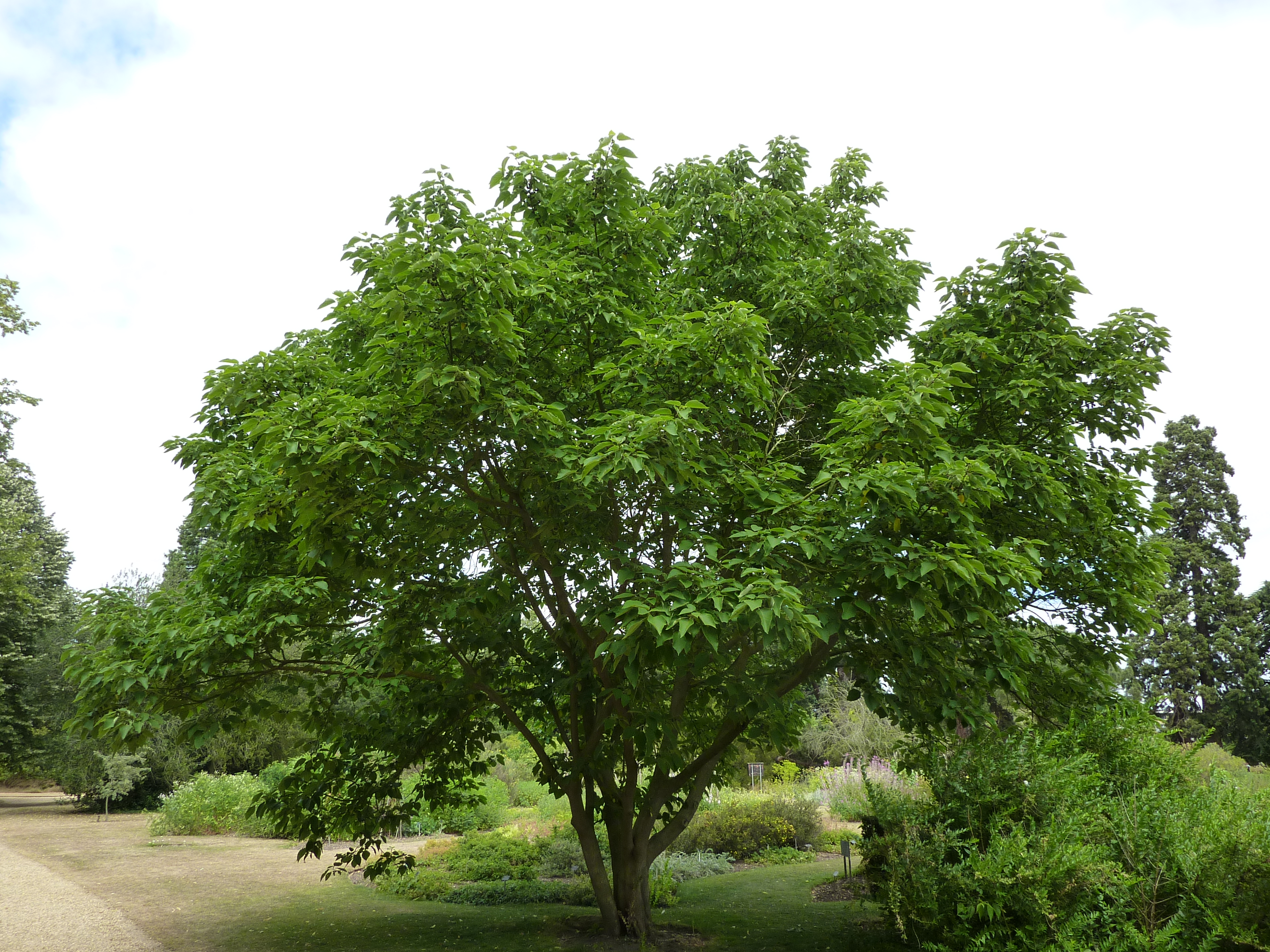